# 田中隆
田中 隆（たなか たかし、1948年 - )は、元 財団法人都市緑化技術開発機構研究第一部長。　公園緑地の研究者。
広島県生まれ。東京大学農学部卒業後の1975年に建設省へ入省後、2002年（平成14年）に退職するまで、主に土木研究所、国土技術政策総合研究所、国土技術研究センター、農業環境技術研究所、都市緑化技術開発機構など多くの研究機関に在職し研究職として歩む。
その後は建設環境研究所技術本部（公園・景観・自然環境担当）技師長を歴任。

## 参考
1. 1 2 3  北村賞
2. ↑  “都市緑化技術 No.41 | 公益財団法人都市緑化機構”. 2021年2月11日閲覧。
3. 1 2  国立公園　No.733/MAY.20 2015 自然公園における - 自然環境共生技術協会
4. ↑  http://www.rfc.or.jp/pdf/vol_34/P_02.pdf
5. ↑  https://cir.nii.ac.jp/crid/1390001205083764352